# 木原頼三
木原 頼三（きはら らいぞう、旧姓・副島、1847年8月14日〈弘化4年7月4日〉 - 1920年〈大正9年〉4月9日）は、日本の政治家、銀行家。諫早銀行頭取。族籍は長崎県士族。

## 人物
長崎県士族・副島彌次右衛門の長男。1873年に先代與一右衛門の養子となり、1879年に家督を相続する。名誉職郡参事会員である。諫早銀行頭取・同行取締役、北高来郡役所書記、諫早村会議員などをつとめる。
1920年4月9日に死去。戒名は調鶴院松月清高居士。住所は長崎県北高来郡諫早村（現・諫早市）。

## 家族
木原家
- 妻・デン（1849年 - 1917年[2]、養父の長女）[1][3]
- 養子・中三（1878年 - ?、長崎士族・碇雄七の二男）[1][3]
  - 同妻（1885年 - ?、長崎士族・佐藤彌六の二女）[1][3]
  - 同息子・通雄[注 1]（1909年 - ?、第一銀行取締役） - 木原正裕、木原誠二の祖父である。